# Dreaming Wide Awake
Dreaming Wide Awake – drugi album Lizz Wright, wydany w 2005.

## Lista utworów
1. „A Taste of Honey” (Marlow–Scott) – 3:51
2. „Stop” (Henry) – 3:32
3. „Hit the Ground” (Harris–Reagon–Wright) – 3:31
4. „When I Close My Eyes” (Bowne–Honda–Thompson) – 3:16
5. „I'm Confessin'” (Daugherty–Neiburg–Reynolds) – 2:58
6. „Old Man” (Young) – 3:40
7. „Wake Up, Little Sparrow” (Jenkins) – 3:00
8. „Chasing Strange” (Thompson) – 3:48
9. „Get Together” (Powers) – 4:42
10. „Trouble” (Henderson–Wright) – 5:12
11. „Dreaming Wide Awake” (Wright) – 3:44
12. „Without You” (Harris) – 4:05

Ścieżka dodatkowa
1. „Narrow Daylight” (Diana Krall-Elvis Costello) – 4:04

## Twórcy
- Lizz Wright – wokal
- Chris Bruce – gitara
- Bill Frisell – gaitara
- Greg Leisz – gitara
- Glenn Patscha – keyboard, wokal pomocniczy
- Patrick Warren – keyboard
- Marc Anthony Thompson – wokal pomocniczy
- David Piltch – bas
- Earl Harvin – bębny
- Jeff Haynes – perkusja